# Betinja vas
Betinja vas (nemško Weitendorf) je naselje v Občini Škocjan v Podjuni v Okraju Velikovec na Koroškem v Avstriji.